# جيمس سميث (سياسي)
جيمس سميث (بالإنجليزية: James Skivring Smith)‏ (و. 1825 – 1892 م) هو سياسي ليبيري، ولد في تشارلستون، كارولاينا الجنوبية، توفي في بوكانان، عن عمر يناهز 67 عاماً.

## مناصب
تولى منصب رئيس ليبيريا (26 أكتوبر 1871–1 يناير 1872)
- نائب رئيس ليبيريا [الإنجليزية]‏ (3 يناير 1870–26 أكتوبر 1871)
- عضو مجلس شيوخ  ليبيريا ‏.

## التعليم
تعلم في Berkshire Medical Center ‏، وجامعة فيرمونت كلية الطب.
| المناصب السياسية     | المناصب السياسية                           | المناصب السياسية         |
| -------------------- | ------------------------------------------ | ------------------------ |
| سبقه إدوارد جيمس روي | رئيس ليبيريا 26 أكتوبر 1871 - 1 يناير 1872 | تبعه جوزيف جنكينز روبرتس |